# Myrmecia

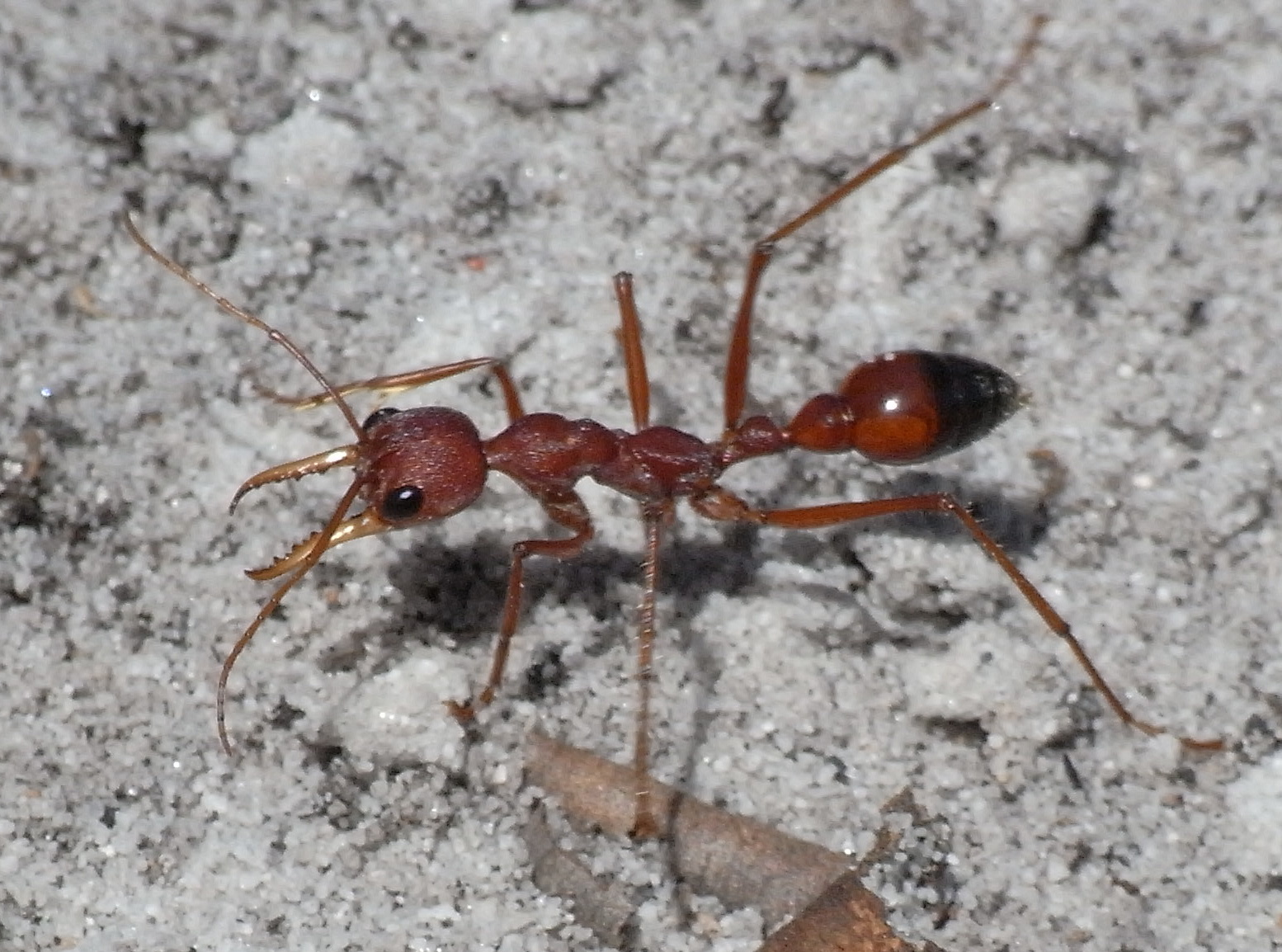
Myrmecia gulosa

Myrmecia ist eine Gattung der Bulldoggenameisen (Myrmeciinae) innerhalb der Familie der Ameisen (Formicidae). Die Arten von Myrmecia sind ausschließlich in Australien verbreitet, die einzige Ausnahme hierzu bildet Myrmecia apicalis, die in Neukaledonien vorkommt. Myrmecia-Arten zählen zu den ursprünglichsten Ameisenarten der Welt.

## Merkmale
Ameisen der Gattung Myrmecia können zwischen 6 und 40 Millimeter lang werden. Sie unterscheiden sich von den anderen Ameisengattungen durch ihre langen, geraden Mandibeln, ihre relativ großen Augen und ihre hellrote oder orange Farbgebung. Ähnlich wie bei Knotenameisen (Myrmicinae) besteht bei ihnen das Stielchenglied (Petiolus), welches Mesosoma und Hinterleib verbindet, aus zwei Teilen (Petiolus und Postpetiolus), statt einem Teil wie sonst bei Ameisen üblich.
Die meisten Arten von Myrmecia besitzen große, geflügelte Königinnen, die nach dem Hochzeitsflug an geeigneter Stelle einen eigenen neuen Staat bilden. Manche Arten besitzen jedoch ergatogyne Königinnen, die sich morphologisch wenig von den Arbeiterinnen unterscheiden. Wieder andere Arten sind zeitweise Sozialparasiten und bauen einen neuen Staat durch Invasion eines Nestes einer anderen Art und Töten der ansässigen Königin auf. Eine Art hat ihre Arbeiterkaste völlig verloren und Königinnen sowie Männchen finden sich permanent in Nestern anderer Arten.

## Verbreitung
Neuere Studien vermuten, dass die ersten Arten von Myrmecia vor mindestens 100 Millionen Jahren mit der Vermehrung von Blütenpflanzen erstmals aufgetreten sind. Anhand von fossilen Funden ist bekannt, dass die Arten dieser Gattung einst über den gesamten Erdball verbreitet waren, heute kommen sie aber nur mehr in Australien und Neukaledonien vor. Die Art Myrmecia brevinoda wurde in den 1940er Jahren in Neuseeland eingeschleppt, aber vor Ort seit 1981 nicht mehr gesichtet und gilt dort als ausgestorben.

## Verhalten
Die Individuen der Gattung Myrmecia zeigen für Ameisen einige archetypische und zum Teil etwas primitive Verhaltensweisen. Die Arbeiterinnen jagen einzeln und zeitweise unkooperativ. Sie besitzen jedoch ein vergleichsweise sehr gutes Sehvermögen, was ihnen Vorteile bei der Jagd verschafft. Die Ameisen jagen meist am Boden oder in niedriger Vegetation und hauptsächlich tagsüber, einige Arten sind aber auch nachtaktiv. Sie sammeln sowohl Nektar und Pflanzensäfte, als auch kleine Wirbellose, wobei letztere an die Larven verfüttert werden.
Das Sozialverhalten der Ameisen ist im Vergleich zu fortschrittlicheren Arten wenig ausgeprägt. Eine Rekrutierung findet nicht statt, die Ameisen können auch keine chemischen Signale (Pheromone) für ihre Nestkollegen absondern und reagieren auch nicht auf solche.
Die Nester sind unterirdisch angelegt und haben oft kleine und versteckte Eingänge, die typischerweise mit trockenem Pflanzenmaterial und Erde bedeckt sind. Ein paar Arten bauen ihre Nester in verrotteten Baumstämmen, eine Art, die in den nördlichen Regenwäldern Australiens einheimisch ist, auch auf Bäumen in epiphytischen Farnen. Die meisten Nester sind klein mit einigen Hundert Arbeiterinnen, manche Gemeinschaften können aber auch Tausende von Individuen umfassen. Die Nester werden sehr aggressiv verteidigt.
Ihr Gift produzieren die Ameisen im Hinterleib in speziellen Drüsen. Beim Stich krümmt die Ameise den Bauch und injiziert so das Gift durch den Stachel. Meist wird das Opfer dabei mit Hilfe der Mandibeln festgehalten. Manchmal wird dem Opfer durch einen Biss erst eine Wunde beigebracht, in die daraufhin das Gift gespritzt wird. Die Ameisen können mehrere Stiche hintereinander verabreichen, was auch oft geschieht. Der Stich kann beim Menschen zu starken Schmerzen führen. In manchen Fällen können auch allergische Reaktionen (anaphylaktischer Schock) auftreten, die sogar zum Tod führen können. Im Zeitraum zwischen 1980 und 1999 gab es in Australien sechs Todesfälle durch Insektenstiche der Gattung Myrmecia.

## Systematik
Es gibt etwa 90 Arten innerhalb der Gattung Myrmecia. Der Gattungsname leitet sich vom altgriechischen Wort μυρμήκος („myrmecos“) für Ameise ab.
- Myrmecia aberrans Forel, 1900
- Myrmecia acuta Ogata & Taylor, 1991
- Myrmecia analis Mayr, 1862
- Myrmecia apicalis Emery, 1883
- Myrmecia arnoldi Clark, 1951
- Myrmecia athertonensis Forel, 1915
- Myrmecia auriventris Mayr, 1870
- Myrmecia borealis Ogata & Taylor, 1991
- Myrmecia brevinoda Forel, 1910
- Myrmecia browningi Ogata & Taylor, 1991
- Myrmecia callima (Clark, 1943)
- Myrmecia cephalotes (Clark, 1943)
- Myrmecia chasei Forel, 1894
- Myrmecia chrysogaster (Clark, 1943)
- Myrmecia clarki Crawley, 1922
- Myrmecia comata Clark, 1951
- Myrmecia croslandi Taylor, 1991
- Myrmecia cydista (Clark, 1943)
- Myrmecia desertorum Wheeler, 1915
- Myrmecia dichospila Clark, 1938
- Myrmecia dimidiata Clark, 1951
- Myrmecia dispar (Clark, 1951)
- Myrmecia elegans (Clark, 1943)
- Myrmecia erecta Ogata & Taylor, 1991
- Myrmecia esuriens Fabricius, 1804
- Myrmecia eungellensis Ogata & Taylor, 1991
- Myrmecia exigua (Clark, 1943)
- Myrmecia fabricii Ogata & Taylor, 1991
- Myrmecia ferruginea Mayr, 1876
- Myrmecia flammicollis Brown, 1953
- Myrmecia flavicoma Roger, 1861
- Myrmecia forceps Roger, 1861
- Myrmecia forficata (Fabricius, 1787)
- Myrmecia formosa Wheeler, 1933
- Myrmecia froggatti Forel, 1910
- Myrmecia fucosa Clark, 1934
- Myrmecia fulgida Clark, 1951
- Myrmecia fulviculis Forel, 1913
- Myrmecia fulvipes Roger, 1861
- Myrmecia fuscipes Clark, 1951
- Myrmecia gilberti Forel, 1910
- Myrmecia gratiosa Clark, 1951
- Myrmecia gulosa (Fabricius, 1775)
- Myrmecia harderi Forel, 1910
- Myrmecia hilli (Clark, 1943)
- Myrmecia hirsuta Clark, 1951
- Myrmecia infima Forel, 1900
- Myrmecia inquilina Douglas & Brown, 1959
- Myrmecia loweryi Ogata & Taylor, 1991
- Myrmecia ludlowi Crawley, 1922
- Myrmecia luteiforceps Wheeler, 1933
- Myrmecia mandibularis Smith, 1858
- Myrmecia maura Wheeler, 1933
- Myrmecia maxima Moore, 1842
- Myrmecia michaelseni Forel, 1907
- Myrmecia midas Clark, 1951
- Myrmecia minuscula Forel, 1915
- Myrmecia mjobergi Forel, 1915
- Myrmecia nigra Forel, 1907
- Myrmecia nigriceps Mayr, 1862
- Myrmecia nigriscapa Roger, 1861
- Myrmecia nigrocincta Smith, 1858
- Myrmecia nobilis (Clark, 1943)
- Myrmecia occidentalis (Clark, 1943)
- Myrmecia pavida Clark, 1951
- Myrmecia petiolata Emery, 1895
- Myrmecia picta Smith, 1858
- Myrmecia picticeps Clark, 1951
- Myrmecia piliventris Smith, 1858
- Myrmecia pilosula Smith, 1858
- Myrmecia potteri (Clark, 1951)
- Myrmecia pulchra Clark, 1929
- Myrmecia pyriformis Smith, 1858
- Myrmecia queenslandica Forel, 1915
- Myrmecia regularis Crawley, 1925
- Myrmecia rowlandi Forel, 1910
- Myrmecia rubicunda (Clark, 1943)
- Myrmecia rubripes Clark, 1951
- Myrmecia rufinodis Smith, 1858
- Myrmecia rugosa Wheeler, 1933
- Myrmecia simillima Smith, 1858
- Myrmecia subfasciata Viehmeyer, 1924
- Myrmecia swalei Crawley, 1922
- Myrmecia tarsata Smith, 1858
- Myrmecia tepperi Emery, 1898
- Myrmecia testaceipes (Clark, 1943)
- Myrmecia tridentata Ogata & Taylor, 1991
- Myrmecia urens Lowne, 1865
- Myrmecia varians Mayr, 1876
- Myrmecia vindex Smith, 1858